# Comté de Wabash (Illinois)
Pour les articles homonymes, voir Comté de Wabash.
Le comté de Wabash est un comté situé dans l'État de l'Illinois, aux États-Unis. En 2000, sa population est de 12 937 habitants. Son siège est Mount Carmel.